# The Rocket Summer
The Rocket Summer ist der Künstlername des US-amerikanischen Rockmusikers Bryce Avary (* 31. Dezember 1982 in Texas).

## Biografie
Avary veröffentlichte selbst zwei EPs, bevor er 2002 beim Label The Militia Group unterschrieb. Dort erschien 2003 sein Debütalbum Calendar Days, das er selbst geschrieben und bei dem er alle Instrumente selbst eingespielt hatte. Musikalisch bewegte er sich dabei zwischen Alternative Rock und Emo. Es folgte eine zweite LP und zwei EPs, bevor Avary 2007 zu Island Records wechselte.
Dort hatte er dann noch im selben Jahr seinen Durchbruch mit seinem dritten Album Do You Feel; es erreichte Platz 44 der US-Charts. Mit dem folgenden Album Of Men and Angels, das 2010 erschien, übertraf er den Erfolg noch. Neben Platz 38 in den Billboard 200 kam das Album auf Platz 4 der Rockalbencharts.

## Diskografie
Alben
- Calendar Days (2003)
- Hello, Good Friend (2005)
- Do You Feel (2007)
- Of Men and Angels (2010)
- Life Will Write the Words (2012)
- Sweet Shivers (2019)